# Артјом Федорченко
Артјом Федорченко (укр. Артем Федорченко; рођен 13. априла 1980) је украјински пензионисани фудбалер.

## Биографија
Рођен је 13. априла 1980. у Новочеркаску. Каријеру је започео у Фудбалском клубу Стал Алчевск са којима је одиграо дванаест мечева 2000—2001. Играо је за Нефтехимик Нижњекамск 2003—2004, Партизан Минск 2004. и Новокузњецк 2005. године. Сезоне 2006—2007. је поново играо за Партизан Минск који је напустио након тешке повреде у јуну. Сезоне 2007—2008. је играо за Комуналник Луханск, 2008. за Кизилкум Зарафсхон, 2010. за Нафтан Новополоцк и 2011—2012. за Титан Армјанск.